# Adolf Mühry
Adolf Mühry (4 de septiembre de 1810, Hannover - † 13 de junio de 1888, Gotinga) fue un escritor, académico independiente y bioclimatólogo alemán.

## Biografía
Mühry era uno de los cuatro hijos del doctor en medicina Georg Friedrich Mühry. Estudió, desde 1829, medicina en la Universidad de Gotinga, y más tarde, en la Universidad de Heidelberg. En la primera, se convirtió en miembro del Cuerpo Estudiantil de Hannover. En 1841, se le dieron los escritos fragmentarios, póstumos, de medicina de su hermano Carl Mühry. 
Trabajó como profesor particular y como cirujano del ejército de Hannover. Así, publicó en 1844 Über die historische Unwandelbarkeit der Natur und der Krankheitsformen (Sobre la inmutabilidad histórica de la naturaleza y las formas de la enfermedad). 
En 1848, fue nombrado sanitarista. Fue profesor en la Universidad de Jena, y se retiró en 1854. Ese año comenzó, influenciado por el pensamiento de Alexander von Humboldt, con su trabajo sobre terapia climática; y, examinó las relaciones entre geografía y clima, por una parte, y la distribución de las enfermedades, por el otro. De tal manera, generó conocimientos sobre causas, prevención y curación de enfermedades. Con el tiempo, volvió a la medicina; y, simultáneamente se ocupó de la climatología y oceanografía. Llegó de esa manera a cuestiones puramente filosóficas,  en su Obra Über die exakte Naturphilosophie (Sobre la filosofía de la naturaleza exacta).

## Honores

### Membresías
- 1865: de la Institución del Verdienstkreuzes de la Orden de la Casa Ernestina de Sajonia.

### Eponimia
- En Svalbard, se lo honra con el epónimo, en cabo Mühry.[1]

## Obra
- Die geographischen Verhältnisse der Krankheiten, oder Grundzüge der Nosogeographie Las condiciones geográficas de las enfermedades y de las Orientaciones generales de la Nosogeografía. Leipzig, 1856, 2 v.

- Klimatologische Untersuchungen, oder Grundzüge der Klimatologie in bezug auf die Gesundheitsverhältnisse der Bevölkerungen (Estudios climatológicos, o Climatología en relación con las condiciones de salud de las poblaciones.) Leipzig 1858.

- Allgemeine geographische Meteorologie (Meteorología geográfica general.) Leipzig 1860.

- Klimatographische Übersicht der Erde (Climatografía general de la tierra.) Leipzig, en 1862, con un Suplemento de 1865.

- Beiträge zur Geophysik und Klimatographie (Contribuciones a la Geofísica y la Climatografía). Leipzig 1863.

- Das Klima der Alpen unterhalb der Schneelinie (El clima de los Alpes por debajo de la línea de nieve). Gotinga 1865

- Untersuchungen über die Theorie und das allgemeine geographische System der Winde (Estudios sobre la teoría y el sistema geográfica general de los vientos). Gotinga 1869

- Über die Lehre von den Meeresströmungen (Acerca del estudio de las corrientes oceánicas). Gotinga 1869

- Über die exakte Naturphilosophie. Ein Beitrag zu der in der Gegenwart auf naturwissenschaftlichem Grunde vollführenden neuen Constituierung der Philosophie (Sobre la naturaleza exacta de la filosofía. Una contribución a la guía completa en presencia de las ciencias naturales, básicamente nueva filosofía constituyente). 5 partes, Gotinga, 1877-1882.[2]

## Literatura
- Enrique F. Curschmann. Blaubuch des Corps Hannovera zu Göttingen (Libro Azul del Cuerpo Hannovera Gotinga), Tomo 1: 1809-1899 de Gotinga, 2002, p. 134, N.º 383.

- Gustav Hofmann. Mühry, Adolf.. En Neue Deutsche Biographie (NDB). Tomo 18, Duncker & Humblot, Berlín, 1997, ISBN 3-428-00199-0, p. 295 f.digitalizado.

- N. Theus. Adolf Adalberto Mühry (1810-1888) – Leben und Werk des Göttinger Arztes unter besonderer Berücksichtigung der medizinischen Geographie (La vida y el trabajo de los médicos de Gotinga con especial énfasis en la geografía médica), tesis doctoral, Gotinga, 1998.

- N. A. Rupke: Adolf Mühry (1810-1888): Göttingen's Humboldtian medical geographer. En: Medical History Supplement 20: 86-97, 2000.